# Paralimnophila (Paralimnophila) neocaledonica
Paralimnophila (Paralimnophila) neocaledonica is een tweevleugelige uit de familie steltmuggen (Limoniidae). De soort komt voor in het Australaziatisch gebied.